# Alstom Prima DE 33 B AC
Az Alstom Prima DE 33 B AC az Alstom gyár Bo'Bo' tengelyelrendezésű tehervonati Dízel-villamos mozdonya. A Francia Államvasutaknál mint SNCF BB 75000 mozdonysorozat üzemel. A mozdonyok Franciaországon kívül még Németországban és a Benelux államokban közlekednek.